# Andrew Cohen (Gouverneur)
Sir Andrew Benjamin Cohen KCMG KCVO OBE (* 7. Oktober 1909 in Berkhamsted, Hertfordshire; † 17. Juni 1968 in London) war ein britischer Untersekretär und der Gouverneur der britischen Kolonie Uganda in den 1950er-Jahren.
Als Untersekretär für afrikanische Angelegenheiten des Colonial Office war er 1950 bis 1953 einer der führenden Beteiligten bei der Entstehung der Föderation von Rhodesien und Njassaland. Als Antirassist und Kämpfer für die Rechte der Afrikaner setzte er sich dafür ein, dass Rhodesien nicht unter ein dem System der Apartheid in Südafrika nahestehendes System fiel.
Von 1952 bis 1957 war er Gouverneur Ugandas. Unter anderem bereitete er das Land ökonomisch auf die Unabhängigkeit vor. Er sorgte auch dafür, dass zunehmend schwarze Afrikaner in politische Ämter wie die Sitze im Lukiko kamen. Ihm schwebte für die Zukunft der Kolonie eine Ostafrikanische Föderation bestehend aus Kenia, Tansania und Uganda nach dem Vorbild der Föderation von Rhodesien und Njassaland vor, was aber von den Afrikanern vehement abgelehnt wurde, da man befürchtete, die in Kenia und Tansania weit zahlreicheren weißen Siedler könnten ähnlich wie in Rhodesien eine rassistische Minderheitsregierung bilden.
Als die separatistischen Tendenzen im ugandischen Teilstaat Buganda stärker wurden, wurde der König Bugandas, Kabaka Mutesa II., von Cohen ins Exil nach London geschickt.